# Héroicus de Redon
Héroicus de Redon abbé de l'Abbaye Saint-Sauveur de Redon vers la fin du Xe siècle

## Contexte
Cet abbé n'est pas mentionné dans le Cartulaire de Redon qui ne comprend d'ailleurs aucun acte entre 924 et 990. La Chronique de Nantes nous informe toutefois qu'il était médecin et qu'il aurait empoisonné le comte de Nantes Guérech de Bretagne à l'instigation du comte de Rennes Conan le Tort en 988
Héroicus aurait donc été le prédécesseur immédiat de l'abbé Thebaldus (Thibaud) connu par un acte de 990

## Source
- (la) Jean-Barthélemy Hauréau, Gallia Christiana, vol. XIV Provincia Turonensi, Paris, Firmin-Didot, 1856, p. 946 Ecclesia Venetenis, S. Salvator de Rotono XI Heroicus